# Ginette Baudin
 (janvier 2024).
Si vous disposez d'ouvrages ou d'articles de référence ou si vous connaissez des sites web de qualité traitant du thème abordé ici, merci de compléter l'article en donnant les références utiles à sa vérifiabilité et en les liant à la section « Notes et références ».
Ginette Baudin, née le 4 mars 1921 à Montceau-les-Mines (Saône-et-Loire) et morte le 26 mars 1971 dans le 16e arrondissement de Paris, est une actrice et chanteuse française.
Elle a joué dans une vingtaine de films dans les années 1940 et 1950.

## Biographie
Bien que née en Bourgogne, elle passe toute son enfance à Paris et dès 8 ans elle fréquente l'école de danse du Théâtre du Châtelet. Elle débute à 16 ans et accompagne Mistinguett lors d'une tournée en Argentine et au Brésil. À son retour elle attaque de front le music-hall, le théâtre et le cinéma. Chanteuse et danseuse, elle y fait rayonner son dynamisme et sa gaité.
En 1951, Ginette Baudin joue dans Le Plus Joli Péché du monde de Gilles Grangier avec Georges Marchal (acteur), Noël Roquevert, Marthe Mercadier, Bernard Lajarrige, Albert Duvaleix, Robert Pizani, Alexandre Rignault, Edmond Ardisson, Colette Régis, Yves-Marie Maurin.
Ginette Baudin était l'épouse de l'acteur et chanteur Andrex avec qui elle a eu une fille. Elle joue avec lui et Fernandel en 1940 dans le film de René Le Hénaff Uniformes et Grandes Manœuvres où elle incarne Yvonne, la maîtresse du personnage qu'interprète Andrex. Elle enregistre avec lui un disque 45 tours, un air d'opérette, Quatre jours à Paris de Francis Lopez
Ginette Baudin enregistre deux 33 tours entre 1961 et 1966, avec des adaptations de Vincent Scotto et des reprises de chansons écrites par Aristide Bruant. Les deux disques passent inaperçus. Elle participe aussi à des disques d'opérettes où figure également son mari Andrex.
À partir de 1955, Ginette Baudin a de plus en plus de mal à être retenue pour des castings de films et elle renonce au cinéma dès la fin des années 1950.
Elle travaille à des tours de chants, dans divers cabarets parisiens, entre 1956 et 1969, où elle reprend des chansons populaires parisiennes et provençales.
Ginette Baudin meurt d'un cancer le 26 mars 1971, un mois jour pour jour après le décès de Fernandel, le grand ami du couple qu'elle formait avec Andrex. Elle repose auprès de lui au cimetière de Saint-Ouen.

## Filmographie

### Cinéma
- 1939 : Macao, l'enfer du jeu de Jean Delannoy
- 1941 : Romance de Paris de Jean Boyer
- 1941 : Le Briseur de chaînes de Jacques Daniel-Norman
- 1941 : Opéra-Musette de René Lefèvre et Claude Renoir
- 1943 : Port d'attache de Jean Choux
- 1943 : L'Escalier sans fin de Georges Lacombe
- 1943 : Un seul amour de Pierre Blanchar d'après La Grande Bretèche d'Honoré de Balzac - Guita
- 1944 : Coup de tête de René Le Hénaff
- 1945 : Seul dans la nuit de Christian Stengel
- 1945 : Fils de France de Pierre Blondy
- 1945 : On demande un ménage de Maurice Cam
- 1946 : Le Beau Voyage de Louis Cuny
- 1948 : Une femme par jour de Jean Boyer - Conchita
- 1948 : Madame et ses peaux-rouges ou Buffalo-Bill et la bergère de Serge de La Roche (film resté inachevé)
- 1949 : La Voyageuse inattendue de Jean Stelli
- 1949 : Lady Paname d'Henri Jeanson
- 1950 : Uniformes et Grandes Manœuvres de René Le Hénaff
- 1951 : Le Plus Joli Péché du monde de Gilles Grangier - Yvonne
- 1951 : Les Amants maudits de Willy Rozier
- 1951 : Sergil chez les filles de Jacques Daroy
- 1956 : Baratin de Jean Stelli :  Conchita
- 1957 : C'est arrivé à 36 chandelles d'Henri Diamant-Berger

### Télévision
- 1967 : Au théâtre ce soir : Treize à table de Marc-Gilbert Sauvajon, mise en scène de l'auteur, réalisation Pierre Sabbagh, Théâtre Marigny

## Théâtre
- 1943 : Feu du ciel, opérette en 2 actes et 14 tableaux, paroles et musique de Jean Tranchant, au théâtre Pigalle (23 octobre) : Friquette
- 1952 : Schnock, opérette en 2 actes et 8 tableaux de Marc-Cab et Jean Rigaux, mise en scène d'Alfred Pasquali, musique de Guy Lafarge, au théâtre des Célestins (26 septembre)
- 1954 : Treize à table, comédie en 3 actes de Marc-Gilbert Sauvajon, mise en scène de l'auteur, au Théâtre des Célestins (11 février) : Consuela Koukousko
- 1954 : Pampanilla, opérette en 2 actes et 17 tableaux de Paul Nivoix et André Hornez, musique de Jacques-Henry Rys, mise en scène Jacques-Henri Duval, à la Gaîté Lyrique (20 novembre) : Carlotta
- 1956 : Minnie Moustache, opérette en 2 actes et 11 tableaux de Jean Broussole et André Hornez; musique de Georges Van Parys, mise en scène de Robert Manuel, au théâtre de la Gaîté (13 décembre)
- 1969 : Quoat-Quoat, pièce en 2 actes de Jacques Audiberti, mise scène de Georges Vitaly, au théâtre des Célestins (14 décembre) : la mexicaine.